# Korotkewitsch-Plateau
Das Korotkewitsch-Plateau (russisch Плато Короткевича Plato Korotkewitscha) ist eine Hochebene des Eisschilds im Sektor des ostantarktischen Kaiser-Wilhelm-II.-Lands. Sie liegt rund 500 km südlich der russischen Mirny-Station auf halbem Weg zwischen dem IGY Valley und der Traverse zwischen der Mirny- und der Wostok-Station.
Russische Wissenschaftler benannten sie 1998 nach dem Geographen Jewgeni Sergejewitsch Korotkewitsch (1918–1994), stellvertretender Direktor des Arktischen und Antarktischen Forschungsinstituts und Leiter der 5. Sowjetischen Antarktisexpedition (1959–1961).